# Оранжевокрил скорец
Оранжевокрил скорец (Onychognathus tristramii) е вид птица от семейство Скорецови (Sturnidae).

## Разпространение и местообитание
Разпространен е в Египет, Йемен, Израел, Йордания, Оман, Палестина и Саудитска Арабия.